# Гио, Жак
Жак Гио (фр. Jacques Guiaud; 17 мая 1810, Шамбери, Первая Французская империя — 26 апреля 1876, Париж, Третья Французская республика) — французский живописец.

## Биография

### Ранний период
Жак Гио родился в 1810 году в семье выходцев из Марселя. Однако родители будущего художника ещё в молодости решили перебраться в Париж. Его отец — Жозеф-Франсуа Гио (1777–1846) — трудился сначала приглашённым актёром театра Комеди Франсез, а затем с 1831 года стал членом труппы. Его мать — Мария Луиза Виктуар де Брек, также была актрисой.
В Париже юный Жак Гио рано проявил способности в рисовании. Его первым учителем стал Луи Этьен Ватле. Этот мастер научил юношу искусству пейзажа, рисунка, акварели и литографии. Затем начинающему художнику преподавал Леон Конье, профессор Школы изящных искусств в Париже. Он сдружился с учеником и помимо прочего обучил основам архитектурной композиции.

### Начало карьеры
Первым серьёзным заказчиком начинающего живописца стал барон Исидор Жюстен Тейлор, который попросил сделать серию литографий на тему «Древняя Франция» с налётом романтизма. Эта работа повысила интерес художника к истории архитектуры. Вскоре Жак Гио стал активным участником созданной бароном Ассоциации художников, скульпторов, гравёров и архитекторов. Позднее деятельность этого союза курировал Фонд Тейлора.
В этот период на творчество Жака Гио оказал значительное влияние художник-пейзажист Жюль Дюпре. Одновременно Гио тесно сотрудничал с другом детства карикатуристом Жаном Гранвилем, который скончался в расцвете сил в 1847 году. После смерти Гранвиля, власти его родного города Нанси обратились к Гио с просьбой посоветовать скульптора, который смог бы изготовить бюст усопшего. Гио обратился к своему другу Антуану Лорану Дантану, который и создал памятник.

### Признание
В 1834 году Гио получил свой первый крупный заказ: семь медальонов с историческими сценами по мотивам акварелей Джузеппе Пьетро Багетти и Адольфо Роэна. Созданные картины должны были украсить Наполеоновские залы Версальского дворца, преобразованного в середине 1840-х годов по распоряжению короля Луи-Филиппа I в Музей истории Франции.
За свою карьеру Жак Гио 34 раза принимал участие в престижных выставках Парижского салона (с 1831 по 1876 год). Его картина «Ле Па Баярд в Динане» была куплена королём Луи-Филиппом I в 1836 году и помещена в его личную коллекцию в Лувре. В 1866 году Гио стал первым художником, который получил признание «вне конкурса». Поводом оказалась написанная им картина «Бастион в Пальме». Также художнику дважды вручали медали — в 1843 и в 1846 годах.
Гио много путешествовал. В 1833 году он отправился в своё первое большое турне по Италии. В 1847 году Жак надолго обосновался в Ницце, где стал преподавать искусство рисования. Во время частых поездок живописец побывал в Швейцарии, Бельгии, Голландии, Испании и Германии. Причём Гио любил совершать продолжительные прогулки по горам и долинам. Кроме того, он очень часто посещал французское побережье Ла-Манша, а также берега Атлантического океана и Средиземного моря.
Художник создал множество литографий для издания Le Tour du monde.
Проживая в Ницце, Гио написал большое количество акварелей по заказу богатых иностранцев. Среди покупателей его работ были великая герцогиня София Шведская и графиня Потоцкая. Одновременно художник являлся корреспондентом газеты L'Illustration и писал репортажи о прибытии в Вильфранш-сюр-Мер российской императрицы Александры Фёдоровны.
В 1860 году Жак Гио и его семья прочно обосновались в Париже. В 1865 году его пригласили вместе с другими художниками для реставрации галереи Серф во дворец Фонтенбло. Там он восстановил фрески с 14 видами королевских резиденций и парков с высоты птичьего полёта.

### Последние годы
До последних дней Гио продолжал путешествовать, периодически навещая Ниццу, а также бывая в Испании на острове Майорка. В 1870-х годах он много времени проводил в регионе Бретань в компании со своей подругой художницей Камиллой Бернье.
В это же время в Париже Гио принимал активное участие в оформлении галереи Бинанта. Он работал над 27 из 36 заказанных картин. Среди них — «Сцены из гражданской и военной жизни во время осады Парижа в 1870 году». Часть работ хранится в Париже в музее Карнавале.
Жак Гио скоропостижно скончался 6 апреля 1876 года в Париже.

### Семья
В 1836 году художник женился на Луизе Тремери, дочери парижского гравёра. В браке родилось пятеро детей, в том числе Жорж Франсуа Гио (1840–1893), известный художник и архитектор.

## Галерея

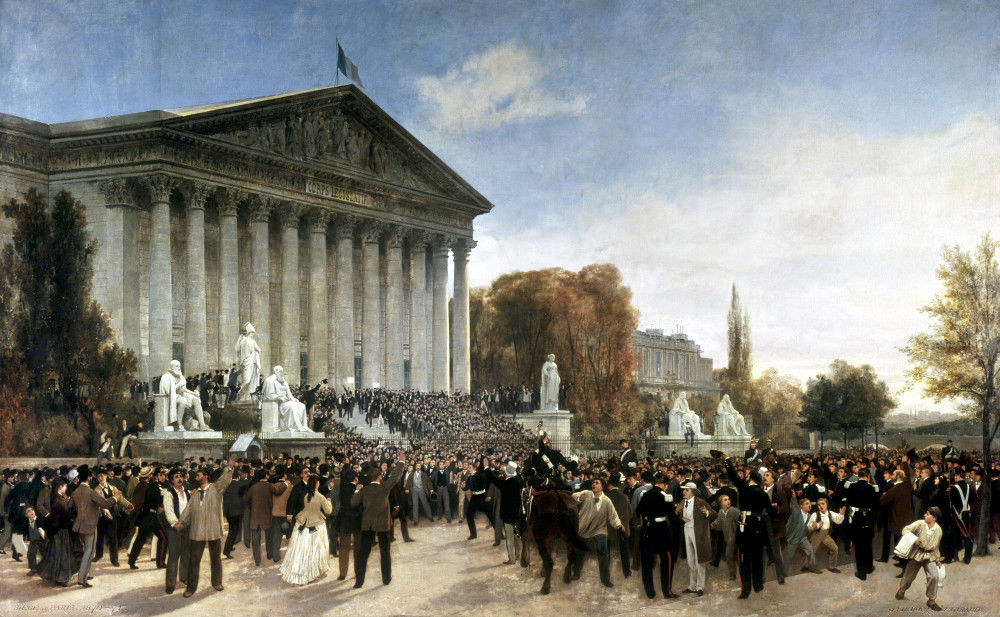
Законодательный корпус после заседания
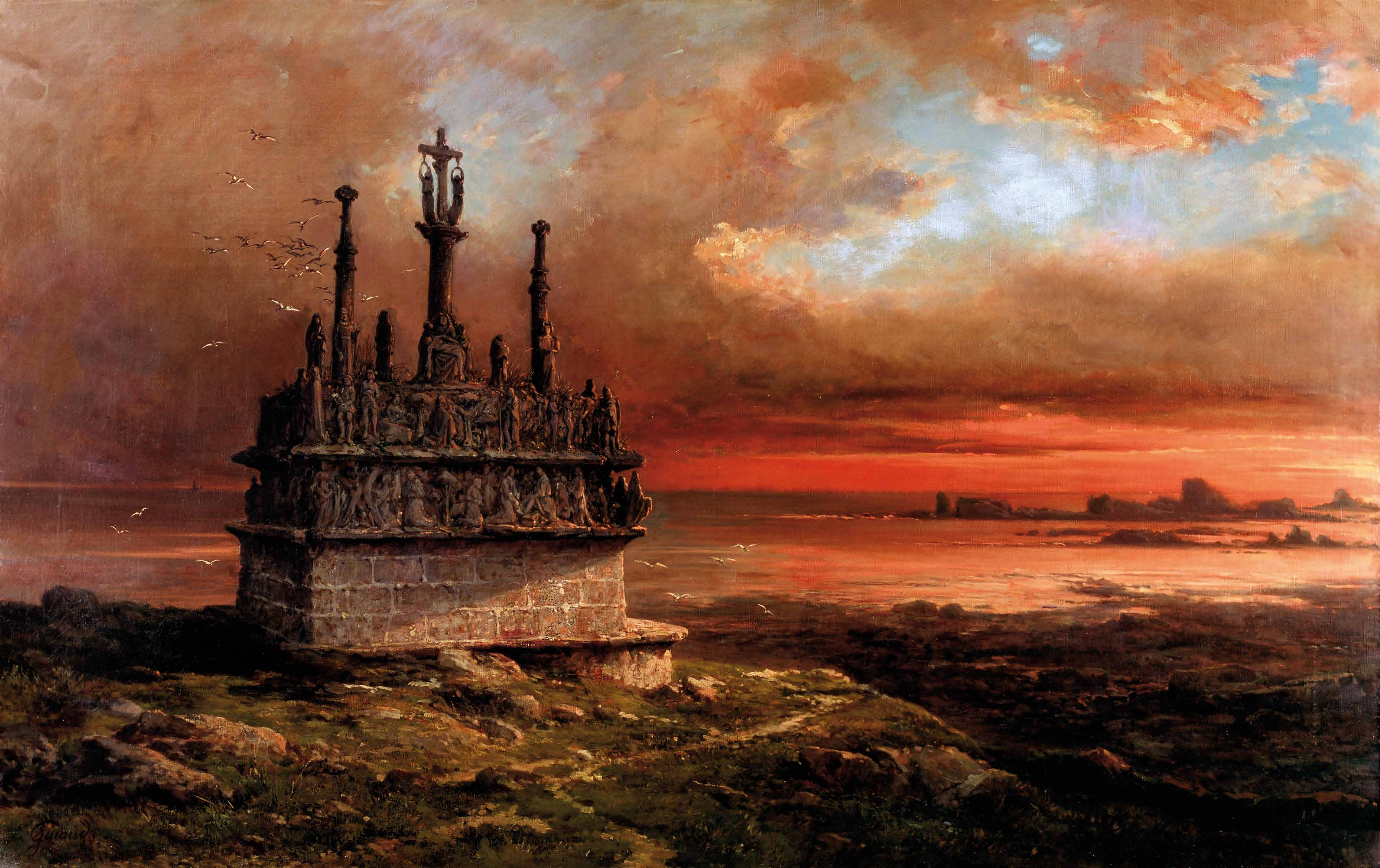
Голгофа
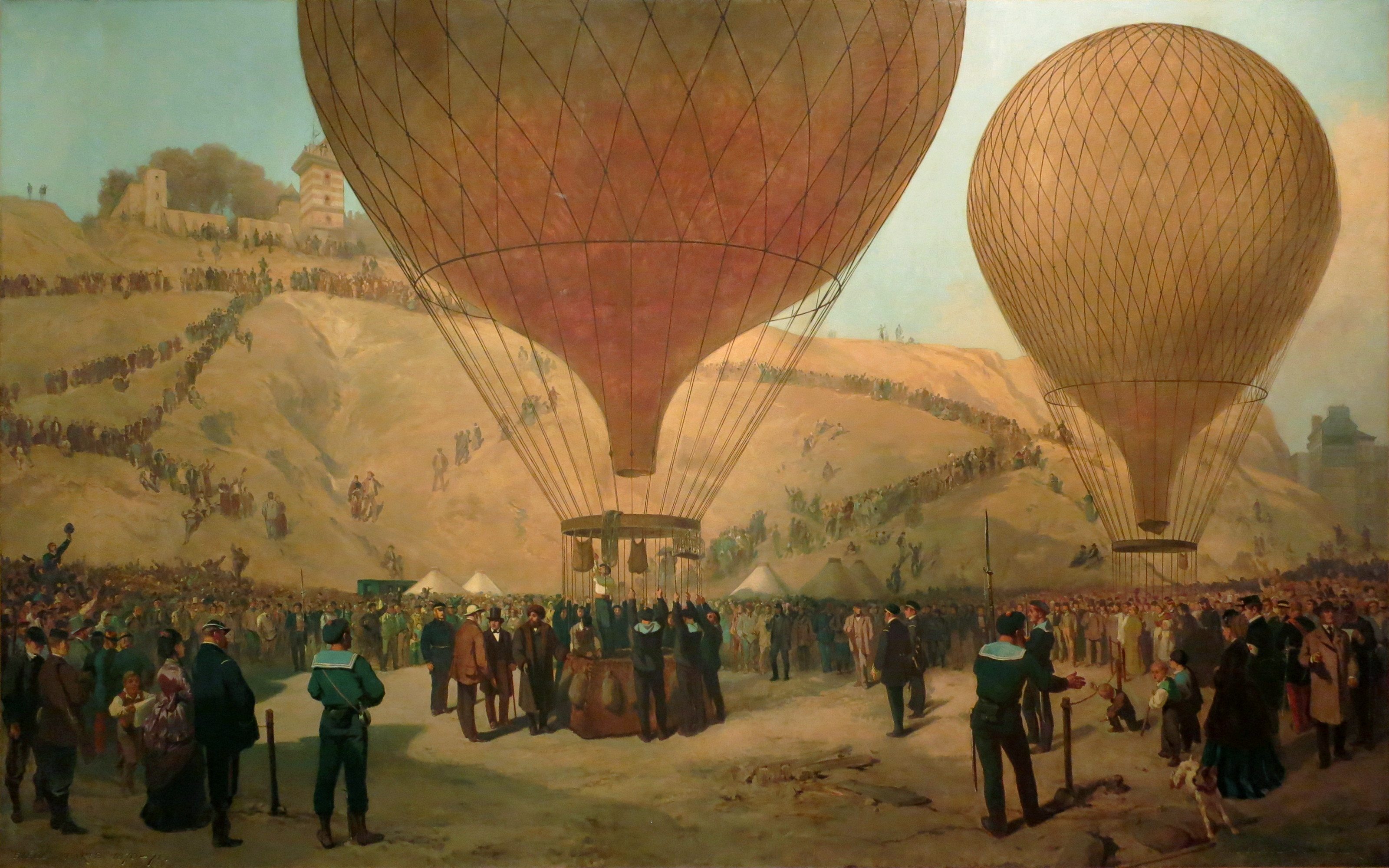
Леон Гамбетта отправляется на Арман-Барбес
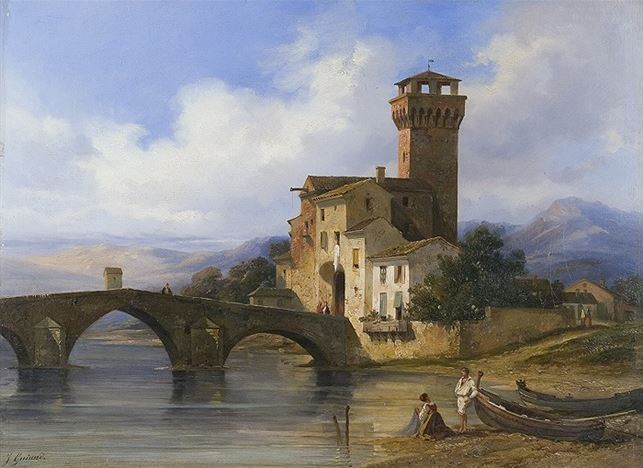
Мост в Италии
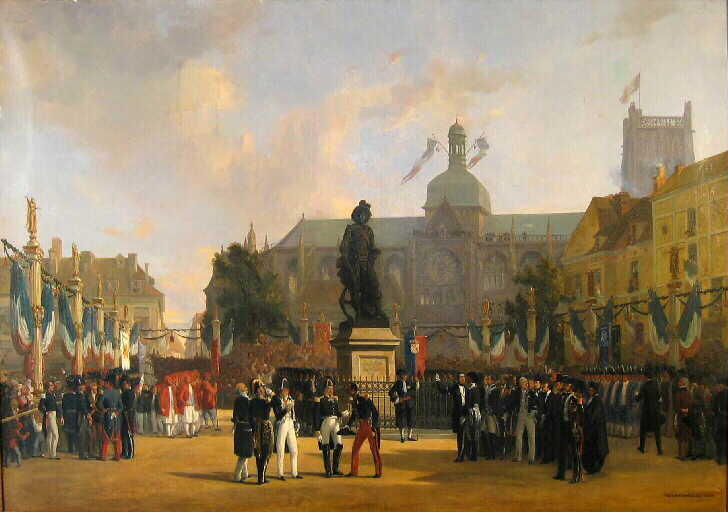
Торжественное открытие статуи Дюкена 22 сентября 1844 года